# Roeland Gehlen

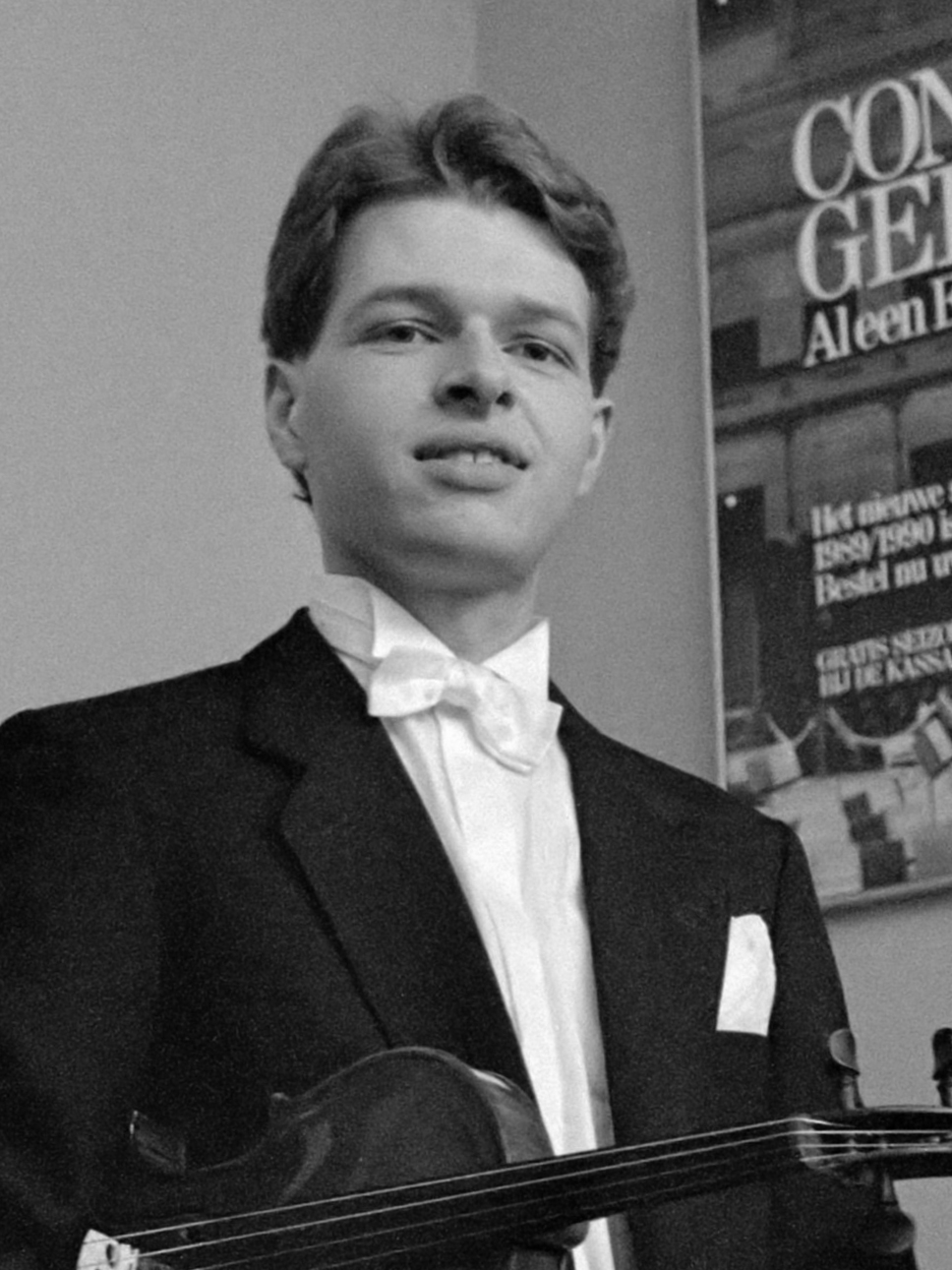
Roeland Gehlen (1989)

Roeland Gehlen (* 1968 in Schinnen) ist ein niederländischer Geiger und Konzertmeister.

## Leben
Roeland Gehlen studierte Violine bei Nilla Pierrou am Conservatorium Maastricht sowie bei André Gertler in Brüssel. 1987 gewann er den zweiten Preis beim Internationalen Szymanowski-Wettbewerb in Brüssel und 1989 den ersten Preis beim Nationaal Vioolconcours Oskar Back in Amsterdam. Außerdem erhielt er im Concertgebouw Amsterdam einen Sonderpreis für die Interpretation eines modernen Werkes. 1992 wurde er bei der International Violin Competition „Rodolfo Lipizer Prize“ in Gorizia, Italien ebenfalls mit einem Sonderpreis ausgezeichnet. Nach seinem Examen ging er nach Berlin, wo er bis zu seinem Konzertexamen 1995 bei Thomas Brandis an der Hochschule der Künste studierte. 1993 gewann er den zweiten Preis im Violinwettbewerb der Ibolyka-Gyarfas-Stiftung. In Maastricht erhielt er 1994 den Henriëtte Hustinx Prize.
Von 1993 bis 1997 war er Primarius im Dshamilja Quartett. In dieser Zeit arbeitete er u. a. mit Norbert Brainin (Amadeus-Quartett) und Gerhard Schulz (Alban Berg Quartett) zusammen. Darüber hinaus war er von 1993 bis 1996 Aushilfe bei den Berliner Philharmonikern. Von 2000 bis 2004 war er erster Konzertmeister bei den Bochumer Symphonikern. Danach wurde er erster Konzertmeister beim Arnhem Philharmonic Orchestra. 2005 begründete er mit Franz Halász (Gitarre), Sophia Reuter (Bratsche) und Débora Halász (Klavier/Cembalo) das Ensemble Suoni d’Arte. Derzeit wirkt er als Gastkonzertmeister bei der Staatskapelle Berlin.
Konzertreisen führten ihn durch Europa und nach Südamerika. Einspielungen entstanden mit dem BR und dem SWR.
Gehlen spielt auf einer Geige von Jean Baptiste Vuillaume. Er ist mit der deutschen Geigerin und Bratschistin Sophia Reuter (* 1971) verheiratet.

## Diskografie
- De Bokken in Concert (Miragram, 1997)
- In Concert (World Wind Music, 1999)
- Suites Of Lux (Basta, 2007)